# Малиновка (Гуляйпольский район)
Мали́новка (укр. Малинівка) — село в Пологовском районе Запорожской области Украины. Является административным центром Малиновского сельсовета, в который не входят другие населённые пункты. До 2020 года входило в состав упразднённого Гуляйпольского района.
14 июля 2025 года занята российскими войсками.

## Население
Население по переписи 2001 года составляло 884 человека.
По состоянию на 12 июня 2025 г. в селе проживает 1 человек.

## Географическое положение
Село Малиновка находится на левом берегу реки Янчур, ниже по течению на расстоянии в 1 км расположено село Полтавка. Река в этом месте пересыхает.

## История
Основано в 1800 году как село Туркеновка. В 1946 году переименовано в Новосёловка. В 1963 году переименовано в Малиновка.
До 2020 года входило в состав упразднённого Гуляйпольского района.

## Экономика
- ООО «Батькивщина»

## Объекты социальной сферы
- УВК
- Детский сад
- Дом культуры
- Амбулатория